# Forn de Joanet lo Canterer
El Forn de Joanet lo Canterer és una obra de la Galera (Montsià) inclosa a l'Inventari del Patrimoni Arquitectònic de Catalunya.

## Descripció
Forn de ceràmica als afores del poble que actualment es fa servir. El forn té planta quadrada i és cobert amb cúpula i un fumeral al mig. Els murs tenen una amplada de 80 cm. A la base es pot veure el foc al qual s'accedeix per un lateral del forn mitjançant unes escales que baixen dos metres i mig. Al davant hi ha decantadors d'argila i magatzems auxiliars. Al terra del forn unes obertures permeten que l'escalfor pugi des de la zona de combustió soterrada. El procés de fabricació de les peces ceràmiques és totalment artesanal i el producte resultant reprodueix objectes ceràmics tradicionals de la comarca, com són els càdubs per a les nòries, abeuradors per als animals, cossis per a plantes...